# 大巻村 (岐阜県)
大巻村（おおまきむら）は、かつて岐阜県養老郡に存在した村である。
現在の養老郡養老町南東部（大巻）に該当する。
大巻村が成立した際は多芸郡の村であったが、郡制施行後、養老郡の村となっている。

## 歴史
- 1869年（明治2年） - 安八郡大牧村と安八郡大牧新田が合併し、安八郡大牧村となる。
- 1875年（明治8年） - 安八郡大牧村と、石津郡小坪新田、高柳新田、高柳古新田が合併し、多芸郡大巻村となる。
- 1889年（明治22年）7月1日 - 町村制により、大巻村発足。
- 1897年（明治30年）4月1日[2] - 郡制に基づき多芸郡の一部と上石津郡が合併し、養老郡となる。養老郡の村となる。
- 1897年（明治30年）4月1日 - 根古地村、根古地新田、大場村、釜段村、駒野新田と合併し、池辺村発足。同日大巻村は廃止。

## 教育
- 大巻尋常小学校（現・養老町立池辺小学校）